# 63 Будинок
63 Будинок (Юксам Білдінг) (кор. 63빌딩) — хмарочос на острові Йоийдо в Сеулі, Південна Корея. Висота — 249 метрів. Будинок стоїть над рікою Ханган. На верхньому поверсі будинку знаходиться оглядовий майданчик. Офіційно складається із 63 поверхів, хоча тільки 60 із них знаходяться над землею. Будівництво завершено у 1985 році, в той час 63 Будинок був найвищою будівлею в Азії.
На нижніх поверхах знаходяться магазини, кінотеатр Imax та акваріум.

## Морський світ 63
Морський світ 63 розташований в Юксам Білдінг на 1 та 2 підземних поверхах і являє собою великий акваріум. Відкритий 27 липня 1985 року, він вміщує 400 чоловік. Площа понад 1078 м², має дві manyeomari про морський світ. В ньому живуть: пінгвіни, електричні вугрі, піраньї, видри, крокодили (всього близько 200 акваріумних риб).

## Ліфт
В Юксам Білдінг встановлено швидкісний ліфт із швидкістю 54 м/с. Ліфт працює з B1 поверху по 60 поверх. Цей ліфт є найшвидкісним ліфтом серед доступних звичайним громадянам елеваторів.

## Галерея

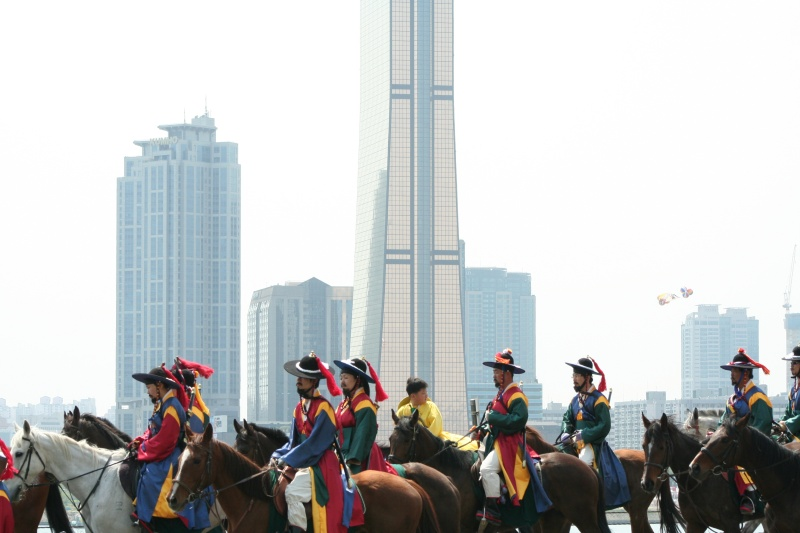
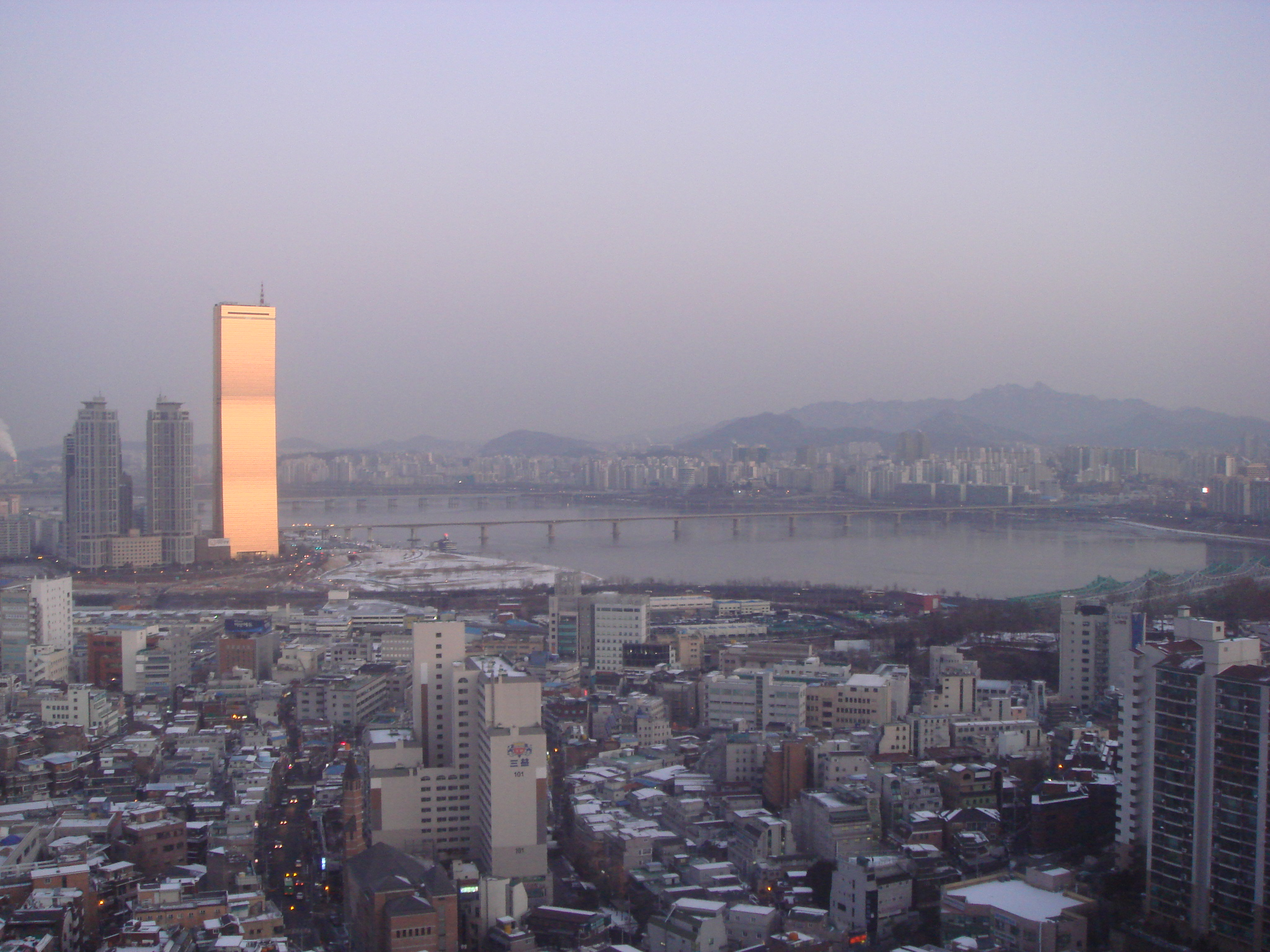
Як тільки починає світати...
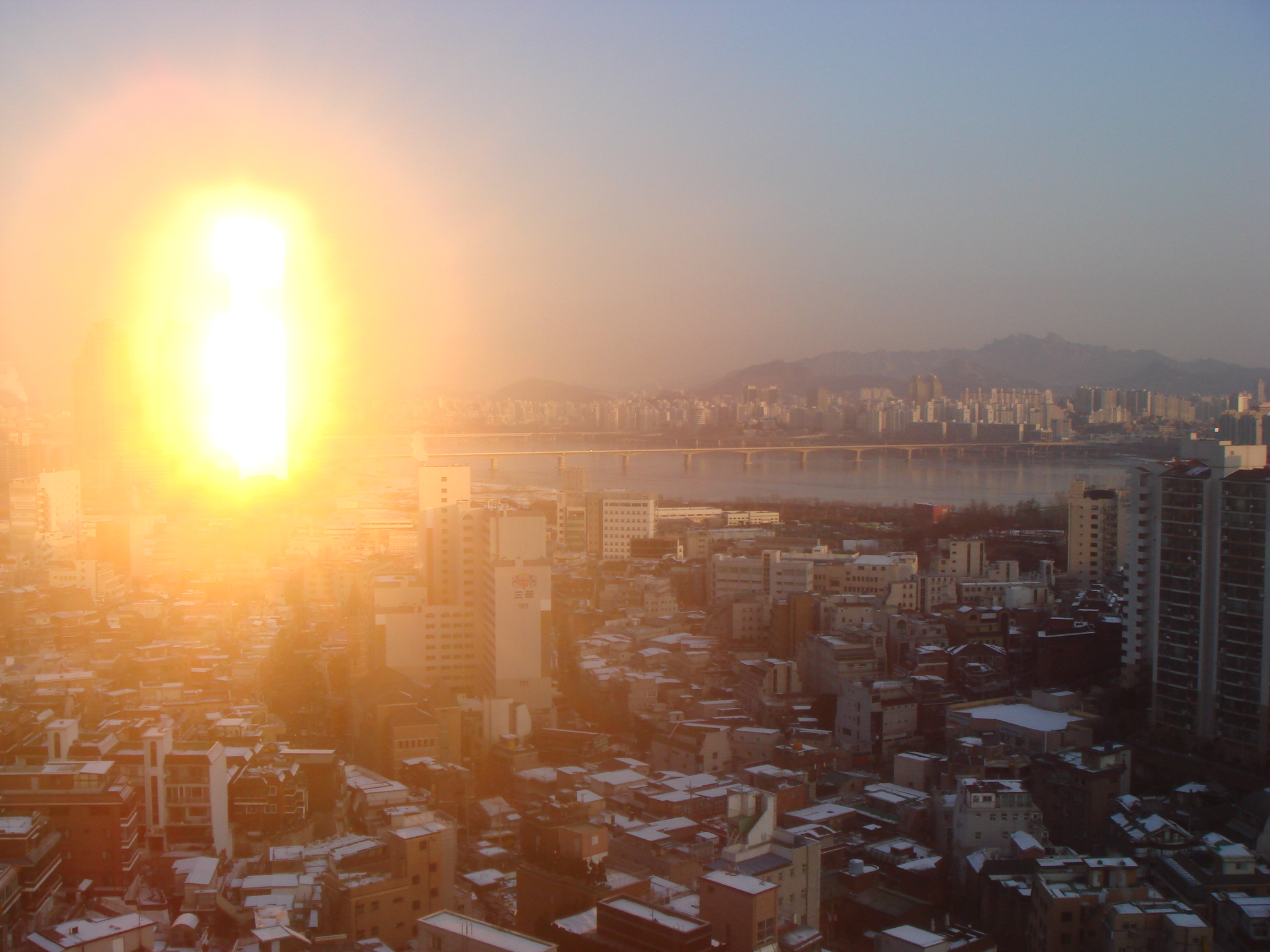
Під час сходу та заходу сонця будинок осліплює своїм блиском